# Hachisuka Masakatsu
Hachisuka Masakatsu (蜂須賀正勝?   1525-1585) fue un samurái del período Azuchi-Momoyama en la historia de Japón.
Masakatsu sirvió primeramente bajo las órdenes de Oda Nobunaga y posterior a la muerte de éste pasó al servicio de Toyotomi Hideyoshi, quien le otorgó un feudo valuado en los 10.000 koku.
Masakatsu falleció en 1585.